# Stanko Dovečar
Stanko Dovečar, slovenski tekstilni tehnolog in gospodarstvenik, * 11. april 1936, Podgorci.
Diplomiral je 1972 na ljubljanski Fakulteti za naravoslovje in tehnologijo in 1981 magistriral na Tehnološki fakulteti v Zagrebu. Od 1959 je bil zaposlen v mariborski tekstilni tovarni Svila, v letih 1983−1992 kot direktor. Podjetje se je pod njegovim vodstvom razvilo in uveljavilo na jugoslovanskem in tujem trgu. V letih 1983-1996 je na Tehniški fakulteti v Mariboru predaval tehnologijo tkanja in tekstilno mehanske procese. 1992 je dobil nagrado GZS.